# Gampr
Le Gampr (arménien : գամփռ gamp'r) est une race de chien provenant de l'Arménie.
Cette race, appelée Gampr arménien, fait partie intégrante de l'histoire, de la culture et de la vie du peuple arménien : notamment, des liens sont souvent faits entre cette race canine et l'Aralez, une créature ailée de la mythologie arménienne.

## Description
Il se nomme également Aralza, Kangal ou Gelkheght (de gayl = loup et kheghtel = étrangler ; littéralement « étrangleur de loup »). Ils vivent dans un environnement très dur, hostile et rempli de prédateurs (ours, loup, lynx...). Ces chiens sont en général réputés très méfiants vis-à-vis de ceux qu'ils ne connaissent pas, mais ils sont dévoués au maître et sa famille, à leur troupeau,.
Les gamprs gardent un atavisme très fort (même quand ils ne vivent plus en montagne) pour surveiller le bétail, les moutons et les chèvres. Ils sont surtout utilisés comme chien de garde et comme chien de compagnie. Ils n'ont rien de tueurs sanguinaires, ce sont des chiens intelligents, indépendants car ils sont habitués à prendre des décisions seuls, sans la présence du berger, mais ils sont très proches de la famille et très protecteurs. Ce ne sont pas des chiens issus de croisements récents pour en faire des chiens de combat, mais de vrais chiens de travail, issus à la fois d'une sélection humaine millénaire et du travail de la nature (sélection naturelle) qui a forgé leur caractère et leur physique.